# 酞氨西林
酞氨西林（英语：Talampicillin）是一种来自青霉素家族的β-内酰胺类抗生素。它是一种酸稳定的口服前药。该药物未经FDA批准在美国使用。肝脏疾病患者应避免使用该药物。

## 合成
氨苄青霉素仍然是许多感染的首选青霉素，因为它具有口服活性和对革兰氏阴性菌的良好效力。许多前药已被检查以试图改善药效学特性，其中之一是酞氨西林。

酞氨西林合成：

一种合成涉及用乙酰乙酸乙酯(2)将氨苄青霉素(1)的伯氨基保护为烯胺。然后通过与 3-溴苯酞(3)反应进行酯化，然后将烯胺在乙腈中用稀盐酸小心水解以生成酞氨西林(4)。